# John Downes
Pour les articles homonymes, voir Downes.
John Downes (mort vers 1712) travailla comme souffleur à la Duke's Company, et plus tard à l'United Company, pendant une bonne partie de la période de la Restauration anglaise, entre 1660 et 1700. Son Roscius Anglicanus, une « revue historique de la scène », paru en 1708, est une source d'informations inestimable pour les historiens du théâtre de la période de la Restauration et des Stuart.
Downes apparut dans les archives du théâtre, lorsqu'il fut inscrit pour la première fois par le Lord Chambellan comme membre de la troupe de William D'Avenant, la Duke's Company, patronnée par le duc d'York. De son propre aveu, le trac l'avait empêché de mener une carrière d'acteur, bien qu'il eût joué le rôle d'Haly dans le The Siege of Rhodes. Plus tard, dans les années 1660, il fut inscrit comme membre de la King's Company de Thomas Betterton. Son activité principale semble avoir été de faire le souffleur, et il conserva cette fonction lorsque les deux compagnies théâtrales fusionnèrent en 1682 pour devenir l'United Company. Lorsqu'en 1694, Betterton et quelques autres acteurs quittèrent cette compagnie pour fonder la leur, Downes suivit Betterton et demeura avec lui jusqu'au milieu de la décennie suivante. Il est le sujet d'un numéro de Tatler, où une prétendue lettre de Downes, sans doute écrite par Steele lui-même, nous donne un bref aperçu de sa vie. Il prit sa retraite vers 1706, et il peut être le John Downes qui fut enterré à l'église St Paul de Covent Garden, « l'église des acteurs », en juin 1712.

## Roscius Anglicanus
Downes écrivit son histoire du théâtre de la Restauration entre son départ à la retraite et sa mort. Cet ouvrage fut publié en 1708 sous le titre Roscius Anglicanus, et a depuis servi de référence précieuse. À la différence de précédents historiens du théâtre anglais, tels que Gerard Langbaine et James Wright, Downes avait des informations de première main, il avait les préoccupations de quelqu'un du métier, et il fournit des informations, qui, sans lui, auraient été perdues, en particulier dans le domaine de la pratique théâtrale. Il indique les distributions d'innombrables pièces, leurs succès ou leurs échecs, et, accessoirement, des commentaires sur ses préférences. Son exactitude est parfois mise en doute, en particulier pour les distributions de pièces qui ont été souvent montées. Pourtant, comme le note Sidney Lee dans le Dictionary of National Biography, son ouvrage est, avec deux ou trois autres, « pratiquement tout ce que nous possédons de fiable sur le théâtre de la Restauration ».

## Référence
- Dictionary of National Biography

## Source
- (en) Cet article est partiellement ou en totalité issu de l’article de Wikipédia en anglais intitulé « John Downes (prompter) » (voir la liste des auteurs).